# NGC 7382
NGC 7382 (również PGC 69840) – galaktyka spiralna (Sa), znajdująca się w gwiazdozbiorze Żurawia. Odkrył ją John Herschel 1 września 1834 roku.